# Екземплум
Екзе́мплум (лат. exemplum, дос. «приклад», грец. paradeigma) – жанр середньовічної латинської літератури з яскраво вираженою дидактичної функцією. Як правило, коротке оповідання з позитивним чи негативним прикладом. Екземплум виник як своєрідна прикраса в проповідях або міркуваннях і походить з ораторської практики античності.
Корпус відомих екземплумів був надзвичайно великий і широко використовувався в середновічній літературі, починаючи з IV-V і до XV-XVI століть.

## Найвідоміші збірки
- Disciplina clericalis Петруса Альфонсі (східного походження)
- Anecdotes Етьєна де Бурбона
- Nugae Вальтера Мапа
- Gesta Romanorum
- Граф Луканор (1335)